# Szegő Miklós
Szegő Miklós (Budapest, 1919. március 2. – 2012) Kossuth-díjas magyar vegyészmérnök.

## Életpályája
Vegyészmérnök, a Tejipari Központi Laboratórium osztályvezetője. Középiskolai tanulmányainak elvégzése után 1944-ben szerzett vegyészmérnöki diplomát a budapesti Műegyetemen. Ugyanebben az évben a Fővárosi Tejüzemnél helyezkedett el. 1948-tól az Országos Tejértékesítő Vállalatnál dolgozott, laboratóriumi mérnökként. 1949-ben a Nagybudapesti Tejértékesítő Nemzeti Vállalat laboratóriumának helyettes vezetője, majd az 1950-es évek közepén a Tejipari Központi Laboratórium osztályvezető mérnöke lett.

## Kutatási eredményei
- Kidolgozta a kazein-termelés gyártástechnológiáját.
- 1949 óta foglalkozott az élelmiszeripari higiénia emelését célzó tisztító- és fertőtlenítőszerekkel. Egyebek mellett sikerült előállítania az első hazai negyedrendű ammónium vegyületet, az alkil-piridinium-bromidot is. Kidolgozta az eredetileg a tejszállító kannák fertőtlenítésére szolgáló vegyszer előállításának technológiáját, és az Albertfalvai Vegyigyárban közreműködött az üzemesítésben. 1953 óta a kvaterner ammóniumsók közül az ipari fertőtlenítőszert Nitrogenol, a gyógyszert 1954 óta Egyesült Gyógyszer- és Tápszergyár gyártotta, Sterogenol néven.

## Díjai, elismerései
- Szocialista Munkáért Érdemérem (1953)
- Kossuth-díj III. fokozata (1955)